# کمبریچ ناروز
کمبریچ ناروز (به انگلیسی: Cambridge-Narrows) یک منطقهٔ مسکونی در کانادا است که در نیوبرانزویک واقع شده‌است. کمبریچ ناروز ۷۱۷ نفر جمعیت دارد.